# Castell de Palau del Vidre
El Castell de Palau del Vidre és un castell medieval d'estil romànic del segle xi situat en el poble de Palau del Vidre, a la comarca del Rosselló, (Catalunya del Nord).
Està situat en el punt més alt del turonet on es troba el nucli vell del poble, tancant la cellera de la qual nasqué el poble de Palau del Vidre. És al bell mig de l'espai clos pel recinte fortificat de Palau del Vidre.

## Història
En un origen el poble era una vil·la romana, de la qual es conserva el nom: Securinianum (que hauria donat Surinyà). Aquest nom va conviure amb el de Palatium Rdegarium (Palau Rotger) al llarg del segle x, fins que, a partir del 1028 ja apareix només com a Palau o com a Palau Rotger, en diferents formes llatinomedievals: Palatium, Palad, Palaz. Palats, fins que el 1358 ja està documentada com a Palau.
L'església d'Elna hi posseïa diversos alous, però el comte de Rosselló Gausfred III infeudà Palau a Bernat de Montesquiu, cosí seu. El 1172 Palau consta com a castell, quan el comte Girard II, fill de Gausfred III, cedí Palau, el seu territori i tots els seus drets i jurisdiccions als templers de la Comanda del Mas Déu. En dissoldre's l'Orde del Temple, la possessió passà a mans dels hospitalers, i encara el 1789 en tenia la comanda l'Orde de Malta.
Al segle xv es desenvolupà a Palau una important indústria del vidre, l'amo de la qual era el 1465 el donzell Ramon de Vivers. Fou el moment en què es comença a ajuntar del Vidre al nom de la població, Palau.

## Les restes del castell

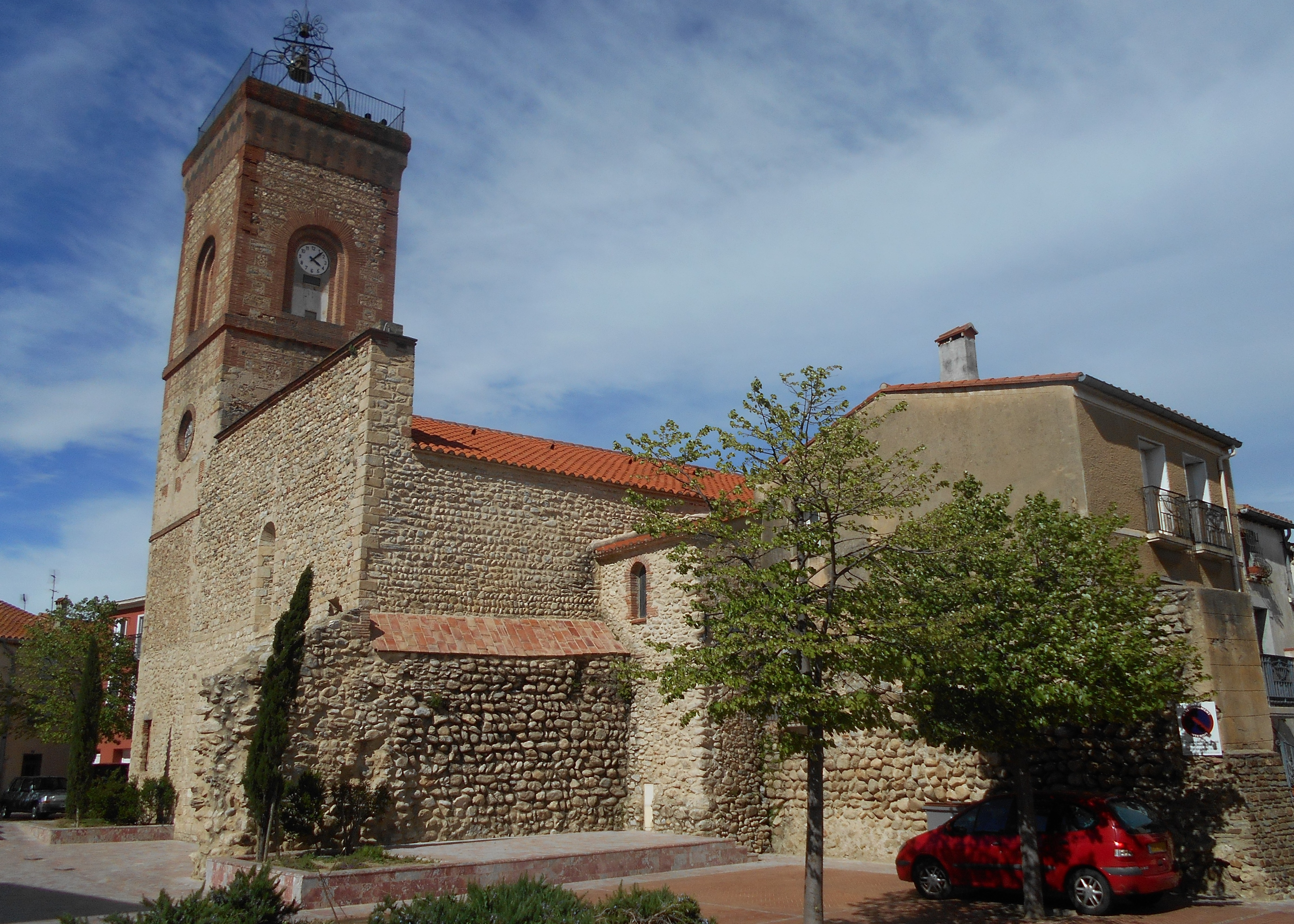
Detall de les restes del castell

Del castell, pròpiament dit, en queda poca cosa. L'església de Santa Maria i Sant Sebastià de Palau del Vidre fou construïda aprofitant una sala del castell, i tot al seu entorn es conserven restes de la fortificació, en especial una paret sencera amb una finestra romànica que actualment és la paret sud del temple parroquial.